# Incendio di Peshtigo
L'incendio di Peshtigo fu un disastro occorso l'8 ottobre 1871 presso l'omonima cittadina del Wisconsin e le aree circostanti. L'incendio, scoppiato probabilmente per un debbio fuori controllo, distrusse completamente Peshtigo e devastò il Wisconsin e il Michigan settentrionali, causando la morte di circa 2000 persone, venendo tuttavia presto dimenticato perché nello stesso giorno occorse il ben più famoso grande incendio di Chicago.
È ritenuto il più grave incendio per numero di vittime registrato nella storia.

## Origine
L'industria del legname era uno dei principali settori economici del Wisconsin della seconda metà del XIX secolo, e l'area di Peshtigo in particolare era famosa per la lavorazione del legno, tanto che la segatura era utilizzata per foderare i pavimenti delle case. Le zone attorno alla città erano inoltre soggette periodicamente al debbio, e non era inusuale che incendi controllati di medie dimensioni occorressero nella contea di Marinette per agevolare sia l'agricoltura che la costruzione di nuove ferrovie.
Nel 1871 tuttavia la regione fu colpita da una dura siccità, che quindi la predispose particolarmente perché scoppiassero grandi incendi. Gli abitanti, abituati alla cenere e al fumo dei debbi, non pensarono che la situazione potesse essere foriera di rischi, e continuarono nelle usuali pratiche agricole (anche se i più timorosi cominciarono a seppellire i propri oggetti di valore).

## Diffusione
La sera dell'8 ottobre 1871 un fronte freddo investì improvvisamente il Wisconsin, e forti venti presero a soffiare verso Peshtigo. Fu a questo punto che probabilmente uno dei numerosi incendi appiccati dai boscaioli, alimentato dall'improvviso afflusso naturale di ossigeno, divenne troppo grande per essere controllato e si estese a macchia d'olio per tutta la contea di Marinette, allargandosi anche alle contigue Menominee e Oconto.
Verso le 20:30, scorgendo i bagliori dell'enorme fronte dell'incendio in avvicinamento, gli abitanti di Peshtigo ebbero alcuni minuti di preavviso per provare a fuggire dalla città o a trovare riparo. I forti venti avevano tuttavia trasformato il rogo in una tempesta di fuoco, che investì con violenza la città verso le 22:00 e non lasciò scampo a chi si era attardato. Chi riuscì a fuggire si rifugiò nelle pozze stagnanti lungo il corso del vicino fiume Peshtigo oppure si immerse completamente nelle sue acque per non essere avvolto dalle fiamme, col risultato che molti morirono assiderati. Si sviluppò anche per breve tempo un tornado di fuoco che devastò ulteriormente la città. In molti preferirono suicidarsi per non dover affrontare una morte certa nell'incendio; il calore era così intenso che la sabbia della riva del fiume si vetrificò e un treno fermo alla locale stazione venne completamente disciolto e ridotto a un lago di ferro fuso.
Il fatto non è del tutto verificato, ma gli incendi che scoppiarono in contemporanea sulla vicina penisola Door e che distrussero completamente anche la città di Brussels (120 morti) sono ritenuti come causati o comunque collegati all'incendio di Peshtigo, le cui fiamme sarebbero state trasportare dal vento attraverso il lago Michigan.

## Conseguenze
La città di Peshtigo venne completamente distrutta (solo due edifici erano sopravvissuti alle fiamme), e fu l'insediamento che ebbe il più alto numero di vittime, tra le 550 e le 800, mentre il resto degli abitanti rimase senza casa. Le zone circostanti ebbero tra le 1000 e le 1500 vittime; un esatto numero di morti non è disponibile, a causa della completa distruzione degli archivi occorsa durante il disastro e complice la dispersione degli abitanti per le campagne. Inoltre molte delle vittime, data l'enorme intensità dell'incendio (1800 °C), furono completamente carbonizzate e non lasciarono tracce di sé, rendendo quindi spaventosamente alto il numero di dispersi.
L'incendio consumò completamente circa 5000 chilometri quadrati tra Wisconsin e Michigan e causò più di 5 000 000 di dollari di danni, compresa la morte di innumerevoli animali da allevamento. Il pur gravissimo evento non ebbe tuttavia sufficiente risonanza a causa dello scoppio nello stesso giorno del grande incendio di Chicago, che ne oscurò quasi totalmente la memoria nonostante fosse stato di entità molto meno grave. Una fantasiosa teoria vorrebbe che i numerosi incendi scoppiati in quel periodo, tra cui quello di Peshtigo, siano stati causati dalla collisione con la Terra di un frammento della cometa di Biela, che in effetti passò vicino al pianeta nel 1872 e che si sarebbe di lì a poco disintegrata nello spazio profondo; non esistono tuttavia prove scientifiche concrete di ciò.